# Distretto di Aqqajyń
Il distretto di Aqqajyń (in kazako: Аққайың ауданы) è un distretto (audan) del Kazakistan con capoluogo Smirnovo.